# Gaby Deslys
Gaby Deslys (4 de noviembre de 1881 – 11 de febrero de 1920) fue una bailarina, cantante y actriz de nacionalidad francesa.

## Biografía

### Inicios
Nacida en Marsella, Francia, su verdadero nombre era Marie-Elise-Gabrielle Caire, siendo su nombre artístico una abreviatura de Gabrielle of the Lillies. Ha habido dudas acerca de sus orígenes, pues se ha afirmado que su nombre real era Hadiwga Nawrati, o Hedvika Navrátilová, y que era una campesina checa nacida en Horní Moštěnice, población que en aquella época pertenecía al Reino de Hungría. Deslys consideraba ridícula dicha afirmación. Sus padres eran Hippolyte Caire, comerciante textil, y Eudoxie Terrasse. Un tío paterno, François Caire, había sido presidente del Conseil général des Bouches-du-Rhône en 1894. El matrimonio tuvo seis hijos, llegando a adultos tres de ellos: Gaby Deslys y dos hermanas, Marie Jeanne Mathilde y Aimée Valérie. Sus hermanas fueron casadas en el mismo día, el 14 de enero de 1899, por el alcalde de Marsella, Siméon Flaissières.
A partir de 1899 siguió cursos del conservatorio regional de Marsella, en el que obtuvo un primer premio en solfeo y un segundo en canto. En mayo de 1900, año de la Exposición Universal de París (1900), viajó a probar suerte a París en compañía de un joven periodista, Jean Samat, hijo de una familia adinerada.

### Ascenso a la fama
Rápidamente adoptó el nombre artístico de Gaby Deslys, e hizo un discreto debut en locales parisinos, aunque de manera progresiva fue dándose a conocer. A la vez que actuaba en diferentes producciones, ella se formaba en cursos de canto y baile.

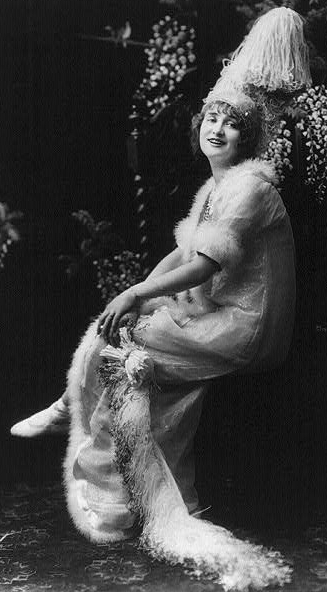
Gaby Deslys en Nueva York en 1911

En 1904 actuó en À fleur de peau con Joseph Gabin, padre de Jean Gabin. En febrero de 1906 trabajó en el Olympia de París en la producción Paris fêtard, en la que cantó La Kraquette. En septiembre de 1906, invitada por el británico Georges Edward, fue a Inglaterra, donde consiguió un enorme éxito. En marzo de 1907 volvió a París, y al año siguiente trabajó en el Moulin Rouge en la revista Son altesse l’amour.

### Vida de estrella
En París fue la vedette de una revista en Folies Bergère. En noviembre de 1910 debía volver a actuar con Maurice Chevalier, pero una enfermedad le impidió trabajar con él. Tras un corto viaje a los Estados Unidos en 1911, volvió a París, donde interpretó en el Teatro des Capucines la revista Le Midi bouge. El estreno, el 6 de abril de 1911, fue un inmenso éxito.
Invitada por Lee Shubert, volvió a Estados Unidos el 17 de septiembre de 1911. Era la embajadora del encanto parisino, con una publicidad hábilmente orquestada. El 17 de enero de 1912 dejó Nueva York para viajar a Europa en compañía de Harry Pilcer, desembarcando en Liverpool, yendo después a Londres y a París. El 2 de febrero de 1912 presentó un nuevo número, La Danse de l’ours, con el que triunfó. 
Tras una estancia en Viena, Pilcer y Deslys viajaron a París e Inglaterra, donde en agosto de 1912 interpretaron la pieza Une journée à Trouville. Tras una nueva gira por Estados Unidos (noviembre de 1913 – marzo de 1914), adquirió en París un edificio de seis pisos en la rue Cortambert. El 22 de marzo de 1915 actuó en Londres en la obra Rosy Rupture, escrita por J. M. Barrie especialmente para ella. A primeros de 1916 se encontraba de nuevo en Estados Unidos, llegando a Inglaterra el 29 de abril de 1916.
En octubre de 1917 Deslys relanzó el Casino de París, que había adquirido Léon Volterra. Fue la vedette de la revista Laissez-les tomber, de Jacques Charles. El estreno tuvo lugar el 12 de diciembre de 1917, y marcó el triunfo de los ritmos americanos interpretados por los hermanos Pilcer : Harry como bailarín, y Murray con su banda de jazz. Deslys llevó a las tablas del Casino de París el tradicional descenso de la escalera que fue retomado por Mistinguett y Cécile Sorel. 
Además, en esa época aceptó ser la madrina del 69.º Batallón de Fusileros a Pie. Agotada por el ritmo frenético de las giras y por la reaparición de la tos, decidió parar las representaciones, siendo reemplazada por Maurice Chevalier y Mistinguett. Se fue a descansar a Marsella, donde compró en subasta una suntuosa mansión, la actual Villa de Gaby Deslys.

### Carrera como bailarina

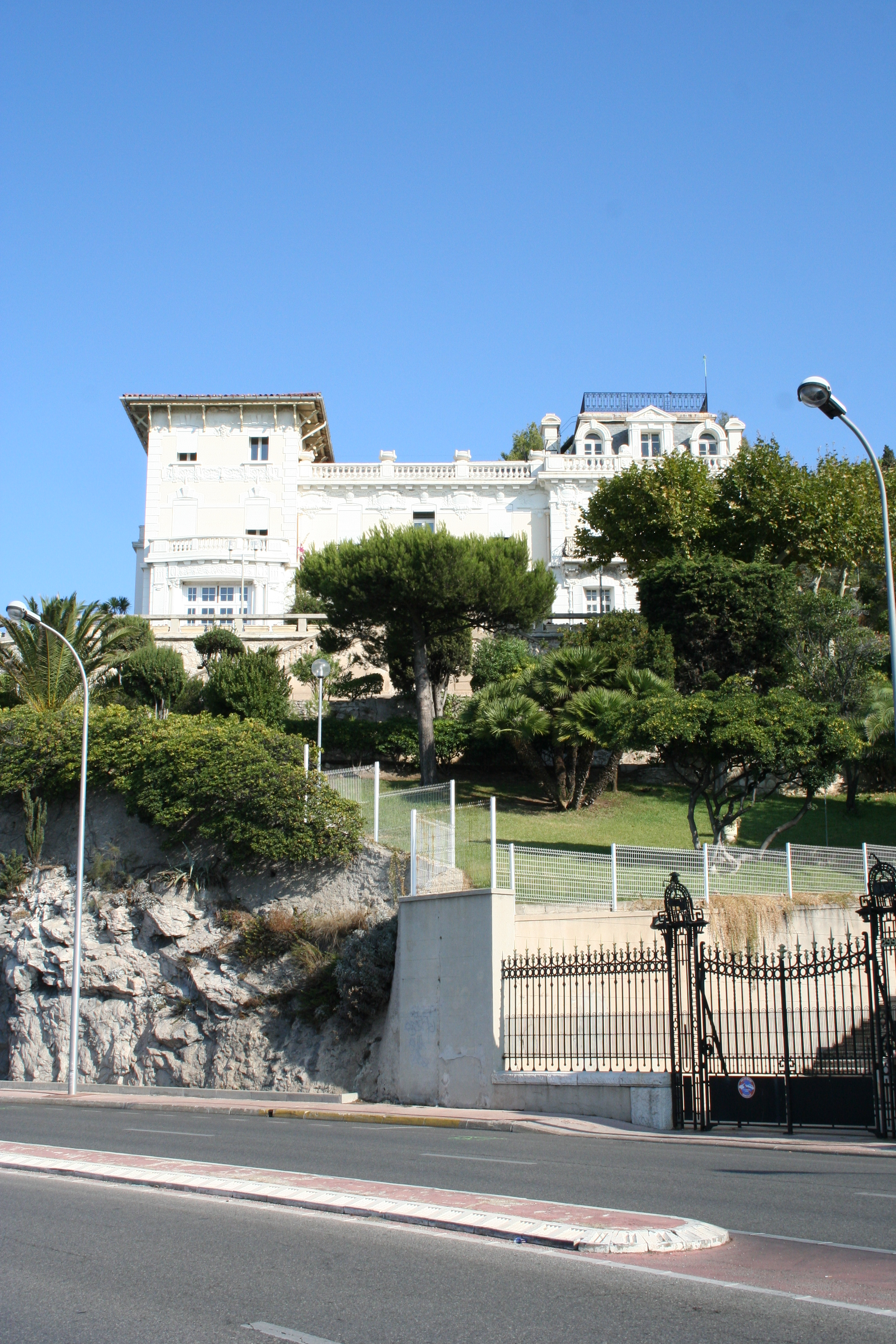
Casa de Gaby Deslys en Marsella

Deslys se hizo muy popular en locales de baile de París y Londres, en los que ejecutaba diferentes tipos de baile, entre ellos el  vals Ju-Jitsu, el baile de salón, el Grizzly Bear, el Turkey Trot y el más famoso interpretado por ella, The Gaby Glide. 

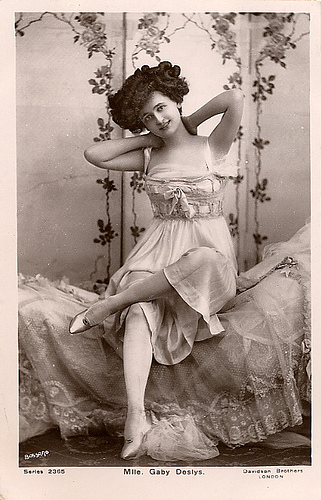
Gaby Deslys, hacia 1910.

Una de las salas en las que actuó fue el Liverpool Olimpia, pero también bailó en los Estados Unidos, donde ganaba 4.000 dólares semanales, actuando entre otros lugares en el Teatro Hyperion en la Universidad de Yale y en el Winter Garden Theater, donde se representó la pieza Vera Violetta. En 1913 Deslys actuó junto a Al Jolson (en blackface, cara tiznada) en la comedia musical The Honeymoon Express. Además, en diferentes ocasiones Deslys bailó en el Grand Casino de Marsella, haciendo en este local su última actuación en 1919. 

### Cantante
En 1910 Deslys grabó dos canciones en París, "Tout en Rose" y "Philomene". Ambas fueron editadas por la casa HMV. Otra canción, "La Parisienne", se grabó en la misma época, aunque no llegó a comercializarse.

### Cine
Deslys inició su carrera en el cine en 1914 con Rosy Rapture, un corto basado en la obra del mismo nombre que ella había interpretado en Inglaterra. Según IMDb, en el film había una escena con George Bernard Shaw. Su debut en los Estados Unidos llegó en 1915 con Her Triumph, trabajando junto a su compañero sentimental, el bailarín Harry Pilcer. El film, producido por Famous Players-Lasky, se considera perdido, aunque se conservan fotogramas de Deslys con Pilcer en dicha cinta. Antes de caer enferma, ella rodó otras dos películas con Harry Pilcer, en 1918 y 1919, y ambas de nacionalidad francesa.

### Vida personal

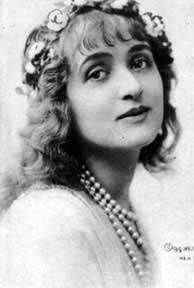
Desyls hacia 1915.

La celebridad de Deslys aumentó tras la aparición de chismes periodísticos que hablaban del capricho que sentía por ella el rey Manuel II de Portugal. Durante la visita del rey a París en diciembre de 1909, le presentaron a Deslys, con la cual inmediatamente inició una relación Sus relaciones fueron cualquier cosa menos discretas, y fueron motivo de primeras páginas periodísticas en la prensa de Europa y Norteamérica, especialmente tras ser depuesto el rey en 1910. Tras su exilio, el rey continuo encontrándose con ella, especialmente cuando actuaba en Londres. Cuando Deslys fue a Nueva York en el verano de 1911, sus relaciones se enfriaron. Deslys inició entonces una relación sentimental con el actor teatral Harry Pilcer, y Manuel se casó en 1913. A pesar de ello, la artista mantuvo contacto con el secretario personal de Manuel, el Marqués de Lavradio. 

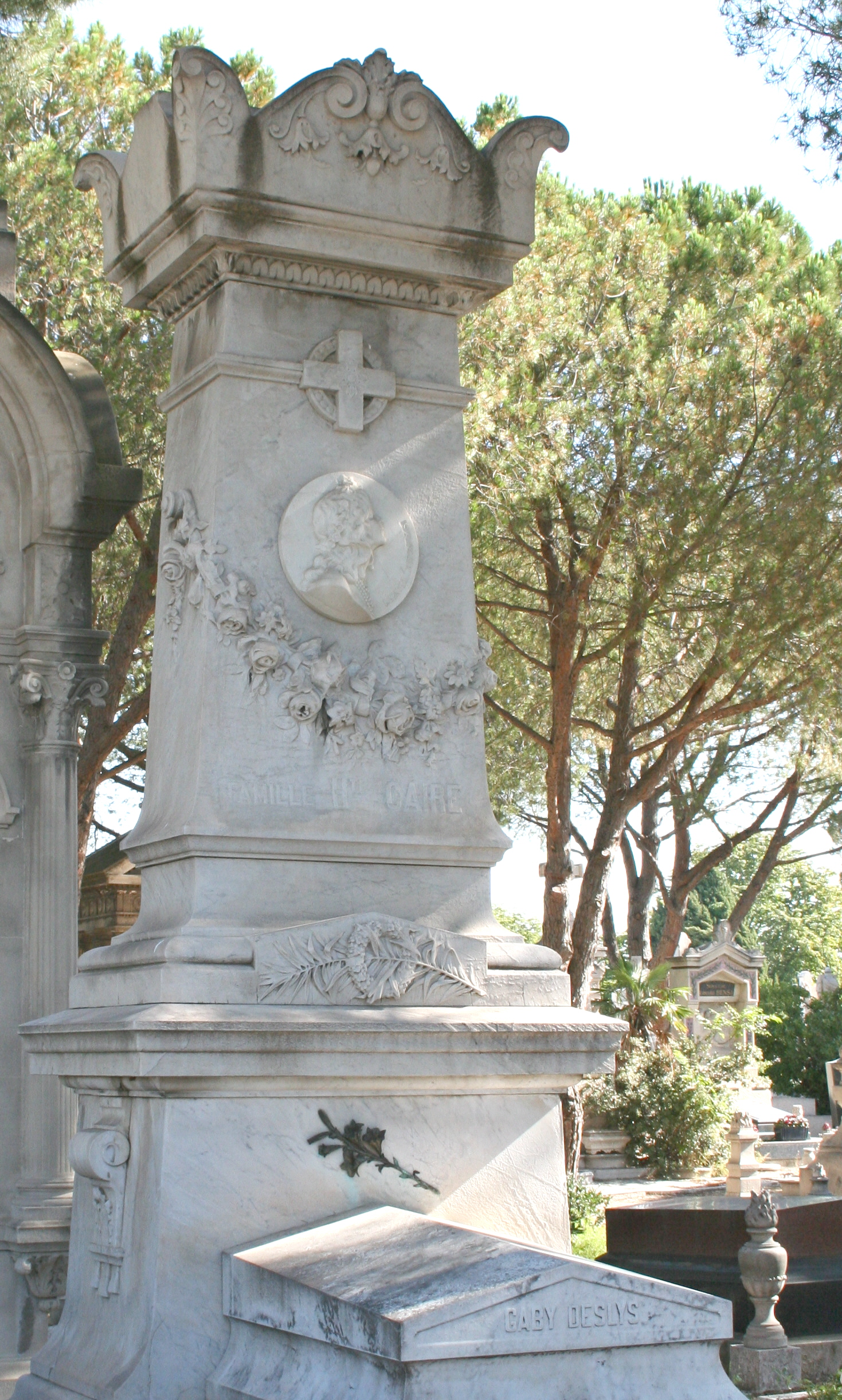
Tumba de Gaby Deslys en Marsella.

Deslys contrajo una severa faringitis secundaria a la pandemia de gripe española en diciembre de 1919. Fue operada varias veces para intentar erradicar la infección, dos de ellas sin utilizar anestesia. Finalmente falleció en París en febrero de 1920. Fue enterrada en el Cementerio Saint-Pierre de Marsella.

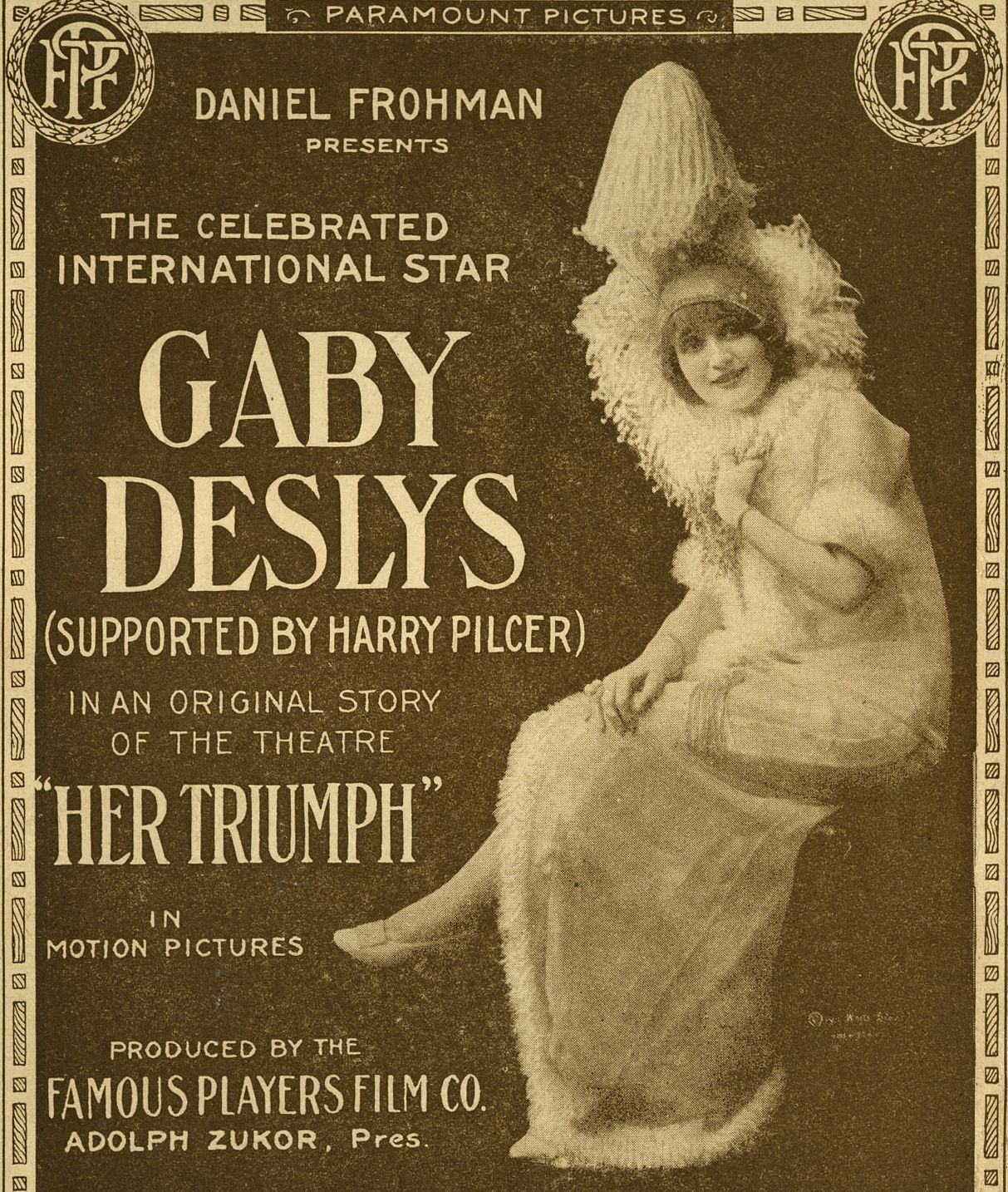
Póster del único film estadounidense de Deslys, Her Triumph (1915).

## Filmografía
- La remplaçante (corto, 1914)
- Her Triumph (1915, único film estadounidense)
- Rosy Rapture (1915)
- Bouclette (1918)
- Le Dieu du hasard (1921)

## Teatro
- The Revue of Revues (27 de septiembre de 1911 - 11 de noviembre de 1911)
- Vera Violetta (20 de noviembre de 1911 - 24 de febrero de 1912)
- The Honeymoon Express (6 de febrero de 1913 - 14 de junio de 1913)
- The Belle of Bond Street (30 de marzo de 1914 - 9 de mayo de 1914)
- Stop! Look! Listen! (25 de diciembre de 1915 - 25 de marzo de 1916)

## Discografía
- Philomene (1910, HMV)
- Tout en Rose (1910, HMV)
- La Parisienne (no comercializado, 1910)